# Materiali e discussioni per l'analisi dei testi classici
Materiali e discussioni per l'analisi dei testi classici (spesso abbreviata in MD) è una rivista semestrale italiana che si concentra soprattutto sulla filologia classica.

## Storia
Fondata a Pisa nel 1978 da un gruppo di studiosi di letterature antiche, in particolare da Gian Biagio Conte, che ne è tuttora il direttore, la rivista MD si è avvalsa di un vasto comitato scientifico comprendente classicisti europei ed americani tra i quali Alessandro Barchiesi, Maurizio Bettini, Maria Grazia Bonanno, Mario Citroni, Marco Fantuzzi, R. Elaine Fantham, Rolando Ferri, Philip Hardie, Richard L. Hunter, Mario Labate, Glenn W. Most, Michael D. Reeve, Gianpiero Rosati, Luigi Enrico Rossi, Alessandro Schiesaro, Richard J. Tarrant. 
La rivista, pubblicata da Fabrizio Serra Editore, si presenta come uno spazio di ricerca aperto alle più disparate metodologie di critica letteraria: dal classico metodo storico-filologico alle più moderne analisi di critica testuale. Tutti gli articoli sono sottoposti a peer-review con il metodo del 'doppio cieco'. Dal numero 49, uscito nel 2002, è disponibile anche la versione elettronica della rivista. Nel 2009 è stato pubblicato un volume con gli indici di tutte le riviste uscite dal primo numero del 1978 al sessantesimo del 2008, ora disponibile gratuitamente online.